# MAZ-4370
Der Lastkraftwagen MAZ-4370 (russisch МАЗ-4370, deutsche Transkription eigentlich MAS-4370) ist ein Lkw-Typ des belarusischen Fahrzeugherstellers Minski Awtomobilny Sawod, der seit dem Jahr 1999 in Serie produziert wird.

## Beschreibung
Es handelt sich um einen mittelschweren zweiachsigen Lkw mit einem zulässigen Gesamtgewicht von ca. zehn Tonnen. Die Antriebsformel beträgt 4×2. Er wird vom Hersteller mit den Aufbauvarianten Koffer, Pritsche und auch nur als Fahrgestell angeboten. In den Anfangsjahren der Produktion war auch eine Version mit MMS-D245.9-540-Dieselmotor und lediglich 100 kW Leistung am Markt. Das Fahrzeug ist für den Nahverkehr konzipiert und verfügt über eine Kabine mit drei Sitzplätzen.

## Technische Daten
- Motoren: MMS-D245.9-540 oder DEUTZ BF4M 10/3FC, Dieselmotoren
- Leistung: 115-125 kW, (ehemals auch 100 kW)
- Höchstgeschwindigkeit: 100 km/h
- Verbrauch: 18 l/100 km bei einer Geschwindigkeit von 80 km/h
- Getriebe: SAAS-3206 oder ZF S5-42, ehemals auch SaaS-695D-1700010 (je 5 Vorwärtsgänge)
- Tankinhalt: 130 l
- Bereifung: 235/75R17.5

Gewichte
- zulässiges Gesamtgewicht: 10.100 kg
- Leergewicht (Fahrgestell): 3950 kg
- Zuladung: 6000 kg
- Achslast vorne (maximal): 3750 kg
- Achslast hinten (maximal): 6350 kg

Abmessungen
(Alle Angaben für das Fahrgestell ohne Aufbau)
- Länge über Alles: 7000 mm
- Breite ohne Außenspiegel: 2450 mm
- Höhe: 2700 mm
- Radstand: 3700 mm